# 聖喬 (伊利諾伊州)
聖喬（英語：St. Joe）是位於美國伊利諾伊州門羅縣的一個非建制地區。該地的面積和人口皆未知。

## 地理
聖喬的座標為38°09′13″N 90°08′02″W / 38.15361°N 90.13389°W，而該地的平均海拔高度為215米（即705英尺）。